# 张忠培

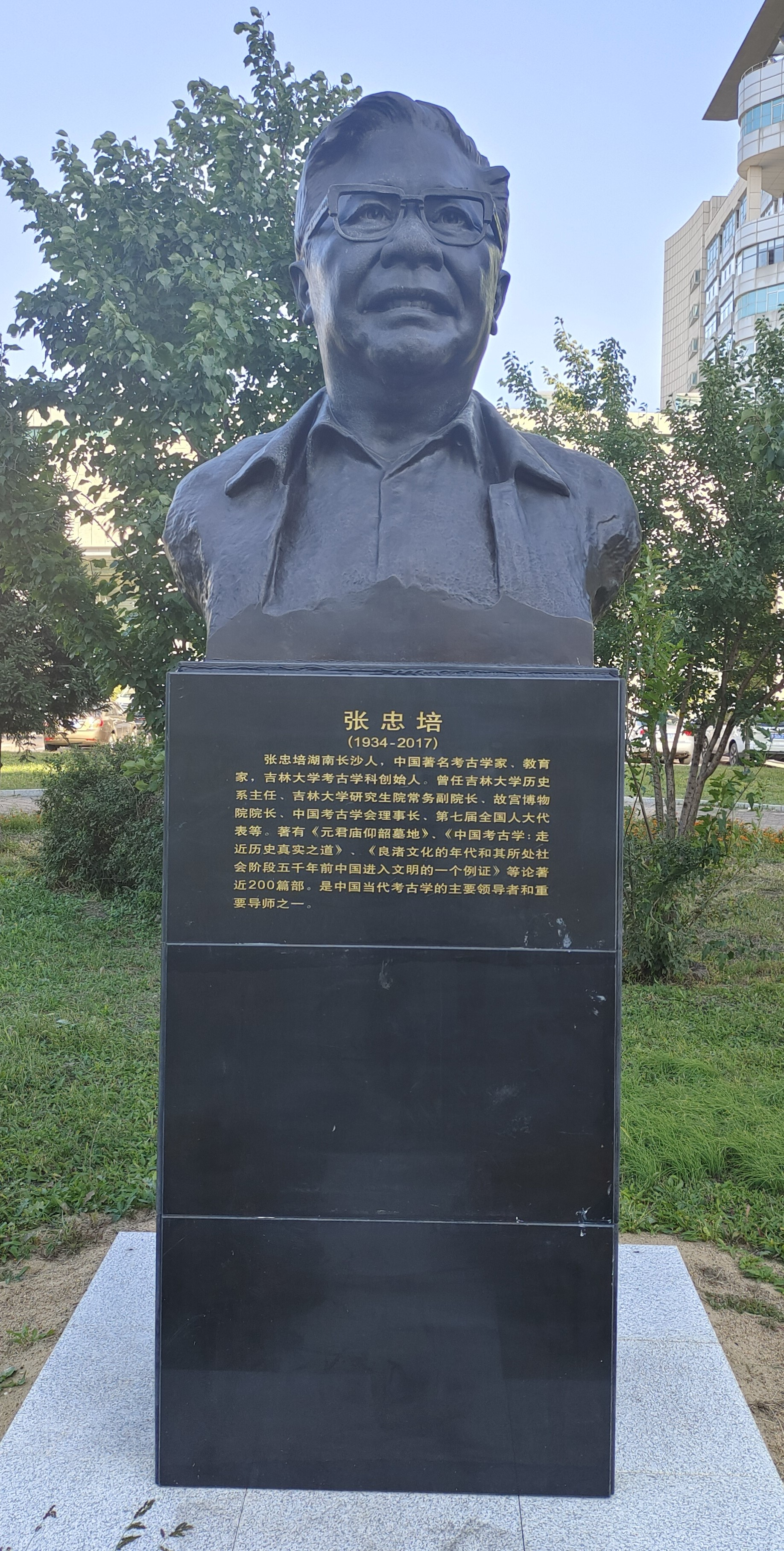
張忠培塑像，位於吉林大學内

张忠培（1934年8月—2017年7月5日），湖南长沙人，中华人民共和国考古学家，曾任北京故宫博物院院长。

## 生平
1952年，张忠培自长沙长郡中学考入北京大学于同年创办的考古专业。1956年，张忠培自北京大学考古专业本科毕业。1957年获选拔就读北京大学考古专业副博士研究生，师从苏秉琦。1961年研究生毕业后，被分配到吉林大学历史系任教。1972年主持创办吉林大学考古专业，历任考古专业副主任、主任，历史系副系主任、主任，研究生院常务副院长，参与创办了吉林大学研究生院。1984年获吉林省有突出贡献科技专家称号，任吉林大学学位评定委员会副主席、学术委员会副主任、教师职称评定五人领导小组成员，协助吉林大学校长主持重点学科及其学术梯队建设工作。
1958年，当时还是副博士研究生的张忠培带着北京大学考古专业本科生在陕西省华县、渭南县率先开展了中国考古史上“拉网式”大规模区域系统考古调查，在华县元君庙遗址全面揭露出一处仰韶文化墓地，即元君庙仰韶墓地。张忠培不采用过去考古学以一座墓葬或房屋为单位的做法，而将整座墓地作为研究单元，开创了中国考古史上全面揭露并研究墓地的新方法。1959年起，张忠培逐渐研究出元君庙仰韶墓地的社会组织及其社会性质。1983年，他撰写的《元君庙仰韶墓地》报告出版。
1979年中国考古学会成立，张忠培成为中国考古学会最为年轻的理事。此后担任理事34年、常务理事19年、副理事长9年，2008年当选为中国考古学会理事长。张忠培还曾任全国哲学社会科学规划委员会考古学科组成员、国家文物局考古专家组成员、国务院长江三峡工程验收委员会委员、国家南水北调工程考古专家组组长、第七届全国人大代表等职。
1987年，张忠培被国务院任命为故宫博物院院长。1991年被定为国家有突出贡献专家，享受国务院政府特殊津贴。离任后担任故宫研究院名誉院长、故宫博物院学术委员会副主任委员。
2017年7月5日，张忠培在北京病逝，享年83岁。7月11日，遗体告别仪式在八宝山殡仪馆东礼堂举行。7月25日，国家文物局、北京大学、吉林大学、中国社会科学院考古研究所、故宫博物院、中国考古学会、中国文物学会、中国博物馆协会联合在故宫博物院召开“张忠培先生追思会”。

## 著作
- 《中国北方考古论集》
- 《元君庙仰韶墓地》
- 《中国陶鬲谱系研究》
- 《中国考古学——走近历史真实之道》
- 《远古时代》（主编）
- 《中国远古时代》（主编）[1]